# Randy Gardner
Randy Gardner (nascut c. 1946) és un americà de San Diego, Califòrnia, qui assolí el rècord pel temps més llarg cronometrat d'un ésser humà sense dormir. Entre desembre de 1963 i gener de 1964, Gardner de 17 anys estigué despert 11 dies i 25 minuts (264.4 hores), trencant el rècord anterior de 260 hores que hostentava Tom Rondes.
L'intent de rècord de Gardner va comptar amb l'assistència del doctor William C. Dement, investigador de la son a la Universitat Stanford, mentre que qui controlava el seu estat de salut i constants vitals seria Lt. Cmdr. John J. Ross. El registre seria portat per dos companys de classe de Gardner de l'escola secundària de Point Loma, Bruce McAllister i Joe Marciano Jr. Els relats de l'experiència i la resposta mèdica de la privació del son de Gardner es van fer àmpliament coneguts per la comunitat investigadora del son.

## Efectes sobre la salut
Ha estat relatat que l'experiment de Gardner va demostrar que la privació extrema del son té alguns efectes secundaris, bàsicament associats als canvis d'humor i a l'esgotament. L'informe de l'investigador William Dement, declararia que en el desè dia de l'experiment, Gardner havia estat, entre altres coses, capaç de batre Dement a pinball. Tanmateix, Lt. Cmdr. John J. Ross, qui va controlar la seva salut, va informar de canvis cognitius i conductistes seriosos. Aquests van incloure mal humor, problemes amb la concentració i memòria a curt termini, paranoia, i al·lucinacions. En l'onzè dia, quan va ser reptat a restar set repetidament, començant amb 100, va parar a 65. Quan se li preguntà per què havia parat, va respondre que havia oblidat el que estava fent.
En el seu dia final, Gardner presidí una roda de premsa on va parlar sense embuts sobre la seva salut en general i com d'excel·lent es trobava. "Vaig voler provar que les coses dolentes no passarien si et passes temps sense son," digué Gardner. "Vaig pensar, 'puc trencar aquell rècord i no penso que pugui ser una experiència negativa'".

## Recuperació
La recuperació de son de Gardner va ser observada per investigadors del son que van anotar canvis dins l'estructura del son del subjecte durant l'etapa posterior a la recuperació. Després de completar el seu rècord, Gardner va dormir 14 hores i 40 minuts, i es va despertar naturalment al voltant de les 8:40 p.m., i es quedà despert fins a aproximadament les 7:30 p.m. de l'endemà, quan va dormir deu hores i mitja més. Gardner va aparèixer per tenir plenament recuperat de la seva pèrdua de son, amb enregistraments del son a la una, sis i deu setmanes següents que no mostraven cap diferència significativa. Tot i que Gardner va informar haver experimentat alguns problemes seriosos d'insomnis dècades després del seu experiment del son.

## Informació de rècord subsegüent
Segons alguns mitjans de notícies, el rècord de Gardner ha estat superat diverses vegades. Alguns d'aquests casos són descrits a sota per comparació. El cas de Gardner encara és un referent, tanmateix, perquè ha estat extensament documentat. És difícil de determinar la precisió d'un període de privació del son llevat que el participant sigui observat amb cura per detectar microson, el qual el participant pot ni tan sols detectar. També, els rècords per privació de son voluntari ja no són acceptats pels Guinness Rècords Mundials⁣, ja que es tem que els participants patiran efectes negatius sobre la seva salut.
Algunes fonts informaren que el rècord de Gardner va ser trencat un mes més tard per Toimi Soini, a Hamina, Finlàndia, qui va quedar despert per 11½ dies, o 276 hores de febrer 5–15, 1964 i el Guinness rècord de Rècords Mundials és 449 hores per Maureen Weston, de Peterborough, Cambridgeshire, Regne Unit dins abril 1977 en un balancí. A causa de la política en contra del mantenint d'aquest rècord, edicions recents de Guinness no proporciona informació aproximada de quan està el rècord en privació del son.
Més recentment, Tony Wright el 25 de maig de 2007, va superar el rècord de Gardner creient que aquest no havia estat batut encara. Va gravar la proesa en un vídeo de 24 hores per documentació.
El Projecte Nacional Australià de la Recerca del Son, declarà que el rècord estaria entre els 18 dies, 21 hores, i 40 minuts.